# 少毛紫麻
少毛紫麻（学名：Oreocnide integrifolia sp. subglabra）为荨麻科紫麻属下的一个亚种。

## 扩展阅读
- 維基物種上的相關：少毛紫麻